# ダン・ビガー
ダン・ビガー（Dan Biggar、1989年10月16日 - ）は、ウェールズのラグビーユニオン選手。現在はウェールズ代表とトップ14のRCトゥーロンでプレーしている。
ラグビーワールドカップ2019でも、ウェールズ代表としてプレーしていた。

## 略歴
2007-08シーズンからケルティック・リーグのオスプリーズでプレー。2008年3月22日、アングロ・ウェルシュカップのサラセンズ戦でジェームズ・フックに代わって18歳でデビュー。

ウェールズ代表では、2008年の11月18日のカナダ戦でジェームズ・フックに代わって19歳でデビュー。

オスプリーズでは2009-10シーズンからレギュラーに定着した。2010年のシックスネーションズのスコッドに選ばれるが、出場は無かった。

2011年のラグビーワールドカップ2011には選出されなかったが、12月のオーストラリア戦に出場。オスプリーズでも同僚であったシェーン・ウィリアムスの代表ラストトライのコンバージョンを決めた。
2011-12シーズンのプロ12では21試合で257得点を挙げ得点王に輝き、チームの優勝にも貢献。特にレンスターとの決勝戦では16得点を挙げマン・オブ・ザ・マッチに選出された。

2012年のシックスネーションズにはケガで出場できなかったが、2013年のシックスネーションズでリース・プリーストランドのケガもあり全5試合に先発出場。特にイングランド戦では1c1P1Dの計8得点を挙げ30-3の勝利とチームの2年連続となる優勝に貢献した。このイングランド戦に先発したメンバーの中で唯一ライオンズに選出されなかったビガーは6月の日本遠征に参加し2試合に先発したが、2戦目は日本に8-22で屈辱的な敗北を喫した。それでも、2013-14シーズンも好調を維持し、11月のテストマッチではワラビーズ戦、アルゼンチン戦に出場した。

2014年のシックス・ネーションズではフランス戦、イングランド戦で途中出場、スコットランド戦で先発と計3試合に出場し14得点(4c2p)を挙げた。6月の南アフリカ遠征では、欠場したリー・ハーフペニーの代わりにキッカーを務め、2試合で24得点(3c4p2d)を挙げた。11月のテストマッチではワラビーズ、オール・ブラックス、スプリングボクス戦に先発出場し、スプリングボクス戦ではマン・オブ・ザ・マッチに輝いた。

2015年のシックス・ネーションズでは全5試合に先発し、イングランド戦、アイルランド戦でDGを決め、フランス戦では代表初トライを決め、イタリア戦では15得点(6c1p)を挙げた。初戦のイングランド戦では10分過ぎに同僚プロップのゲシン・ジェンキンスと衝突し、額、鼻、口をケガしたが交替することなく80分フル出場した。

同年開かれたラグビーワールドカップ2015では、ウォームアップマッチのイタリア戦でケガしたリー・ハーフペニーの代わりにキッカーを務め、プールAのイングランド戦、フィジー戦、オーストラリア戦、準々決勝の南アフリカ戦の4試合で先発し、56得点(4c15p1d)を挙げた。この大会でのビガーのプレースキック成功率は90.5%(19/21)で、20本以上蹴った選手の中で最も高い成功率であった。イングランド戦では23得点(1c7p)を挙げ、28-25での勝利に貢献しマン・オブ・ザ・マッチに輝いた。フィジー戦では13得点(2c3p)を挙げ、23-13の勝利に貢献した。オーストラリア戦では6得点(2p)を挙げたが、6-15で敗れた。また、38分のペナルティーゴールはビガーにとってこの大会16本目のプレースキックだったが、初めて外した。準々決勝の南アフリカ戦ではガレス・デーヴィスのトライをアシストするなど14得点(1c3p1d)を挙げたが19-23で敗れた。またワールドカップ中の独特なキックのルーティンは話題を呼び、1995年のヒットソングマカレナをもじって"The Biggarena"と呼ばれた。この活躍からビガーは2015年のBBC Walesのスポーツパーソナリティー・オブ・ザ・イヤーに選出された。

2016年のシックス・ネーションズでは全5試合に先発し、チームの2位に貢献した。個人でも54得点(2t10c8p)を挙げ、69得点のオーウェン・ファレル(イングランド)、62得点のグレイグ・レイドロー(スコットランド)に次いで大会得点ランキング3位だった。初戦のアイルランド戦で足首を負傷し、20分過ぎにリース・プリーストランドと交代し、残りの試合の出場が危ぶまれたが、翌週のスコットランド戦に先発し12得点(3c2p)で27-23の勝利に貢献した。フランス戦では14得点(1c4p)を挙げ、チームも19-10で勝利。トゥイッケナムでのイングランド戦は無敗チーム同士の対決(イングランドは3戦全勝、ウェールズは2勝1分)となったが、オーウェン・ファレルが9分、18分、20分にPGを沈め、31分にはアンソニー・ワトソンにトライ(コンバージョンも成功)を取られて前半を0-16で折り返す。後半、ビガーがジョージ・フォードのキックをチャージからトライを取るなどして追い上げるも21-25で敗戦し、2013年以来の優勝の可能性が消滅した。最終戦となったイタリア戦では21得点(1t5c2p)を挙げ、チームはシックス・ネーションズでの最大得点差記録を更新する67-14で快勝した。

 この年の6月に行われたニュージーランド遠征でもキッカーを務めたビガーは3試合で24得点(3c6p)を挙げた。

 11月のテストマッチでは、ワラビーズ戦、アルゼンチン戦、スプリングボクス戦に先発出場。2戦目のアルゼンチン戦で代表50キャップを獲得した。初戦のワラビーズ戦ではアーリータックルでシンビンを受けた。リー・ハーフペニーの代表復帰もあり、プレースキックを蹴る機会はなかった。

2017年のシックス・ネーションズでは全5試合に先発。初戦のイタリア戦ではケガの影響で前半に交代。その後の試合の出場も危ぶまれたが全試合に先発した。

2017年4月8日のレンスター戦、ビガーは27歳という若さでオスプリーズでは5人目となる200試合出場を達成。試合中に目を切り出血の手当で58分に交代したが67分に処置が終わると再度登場。18-17で迎えた79分にレンスターのロス・バーンがDGを成功させ18-20と逆転されてしまう。80分のホーンが鳴った後にPGのチャンスを得たオスプリーズだったが、ビガーはこれを外し、自身の200試合出場を勝利で飾ることはできなかった。

同年行われた、ライオンズツアーのメンバーに選出。オールブラックスとのテストマッチでの出場は無かったが、ブルーズ戦、ハイランダーズ戦、マオリ・オールブラックス戦、チーフス戦、ハリケーンズ戦の計5試合に出場し35得点(7c7p)を挙げた。これは、オーウェン・ファレルに次ぐツアー全体の得点記録である。

2017年9月、ビガーはかねてから報道のあったプレミアシップのノーサンプトン・セインツに2018/19シーズンから移籍することを表明した。

11月のテストマッチでは、ワラビーズ戦、ジョージア戦、オールブラックス戦、スプリングボクス戦に出場。ジョージア戦では2014年シックス・ネーションズのイングランド戦以来となる控えからの登場となった。

2018年のシックス・ネーションズは、1月20日のチャンピオンズカップでのクレルモン戦の74分に肩を負傷したことがきっかけで前半戦は出場できなかった。結果的に第3節のアイルランド戦と最終節のフランス戦の2試合に出場するにとどまった。

4月28日にプリンシパリティスタジアムで行われたカーディフ・ブルーズとのジャッジメント・デイにおいて、1t2c1p1dgの計15得点を挙げフルハウスを達成した。77分に決めたドロップ・ゴールはチームを26-23の勝利に導くもので、試合後マン・オブ・ザ・マッチに選出された。

5月20日に翌シーズンのチャンピオンズカップ出場をかけて行われたアルスター戦は、ビガーにとってオスプリーズのジャージを着る最後の試合となった。試合は17-35で敗れたが、ビガーは16分にコンバージョン、77分にトライを決め、7得点を挙げた。この結果プロ14での通算得点を1,585とし、それまでダン・パークスが保持していたプロ14の通算得点(1,582得点)を塗り替えた。

ラグビーワールドカップ2019のプールDのオーストラリア戦では開始35秒でドロップゴールを決め、ラグビーワールドカップ史上最速ドロップゴールとなった。

 2022年、RCトゥーロンに加入。
2025年4月7日、自身のInstagramアカウントで、2024-25シーズン限りで引退することを発表した。

## 記録
- オスプリーズ(2007/08-2017/18) 221試合出場(歴代4位)　2,203得点(歴代1位)
- ノーサンプトン・セインツ(2018/19-2021/2022) 69試合出場　607得点
- ウェールズ代表 (2008-) 102試合出場(歴代15位)　583得点(歴代4位)
- 代表デビュー:  2008年11月14日カナダ戦　19歳29日(歴代21位)
- ライオンズ (2017) 5試合出場　35得点　テストマッチ出場なし
- シックス・ネーションズ (2013- ) 34試合出場　170得点
- ワールドカップ (2015,2019) 10試合出場　97得点
- プロ14 (2007/08-2017/18) 159試合出場　1585得点(歴代1位)
- プレミアシップ (2018/19-2021/2022) 69試合出場　193得点
- チャンピオンズカップ (2008/09- ) 57試合出場　593得点
- チャレンジカップ (2016/17- ) 10試合出場　80得点